# National Basketball Development League 2004-2005
La stagione della National Basketball Development League 2004-2005 fu la quarta edizione della NBDL. La stagione si concluse con la vittoria degli Asheville Altitude, che sconfissero i Columbus Riverdragons 90-67 nella finale a gara unica.

## Squadre partecipanti
I Charleston Lowgators lasciarono la Carolina del Sud e si trasferirono a Fort Myers in Florida, cambiando nome in Florida Flame.
- Asheville Altitude
- Columbus Riverdr.s
- Fayet. Patriots

- Florida Flame
- Huntsville Flight
- Roanoke Dazzle

## Classificaregular season
| Squadra               | V  | P  | PCT  | GB |
| --------------------- | -- | -- | ---- | -- |
| Columbus Riverdragons | 30 | 18 | 62,5 | -- |
| Asheville Altitude    | 27 | 21 | 56,3 | 3  |
| Huntsville Flight     | 27 | 21 | 56,3 | 3  |
| Roanoke Dazzle        | 26 | 22 | 54,1 | 4  |
| Fayetteville Patriots | 17 | 31 | 35,4 | 13 |
| Florida Flame         | 17 | 31 | 35,4 | 13 |

## Play-off
|  | Semifinali | Semifinali            | Semifinali |                    |    | Finale                | Finale | Finale |  |
|  |            |                       |            |                    |    |                       |        |        |  |
|  | 1          | Columbus Riverdragons | 96         |                    |    |                       |        |        |  |
|  | 1          | Columbus Riverdragons | 96         |                    |    |                       |        |        |  |
|  | 4          | Roanoke Dazzle        | 89         |                    |    |                       |        |        |  |
|  | 4          | Roanoke Dazzle        | 89         |                    | 1  | Columbus Riverdragons | 67     |        |  |
|  |            |                       |            |                    | 1  | Columbus Riverdragons | 67     |        |  |
|  |            |                       | 2          | Asheville Altitude | 90 |                       |        |        |  |
|  | 2          | Asheville Altitude    | 2          | Asheville Altitude | 90 | 90                    |        |        |  |
|  | 2          | Asheville Altitude    |            |                    |    |                       |        |        |  |
|  | 3          | Huntsville Flight     | 86         |                    |    |                       |        |        |  |

| Campione National Basketball Development League 2004-2005 |
| --------------------------------------------------------- |
| Asheville Altitude 2º titolo                              |

## Statistiche
| Categoria             | Giocatore      | Squadra            | Stat |
| --------------------- | -------------- | ------------------ | ---- |
| Punti per gara        | Matt Carroll   | Roanoke Dazzle     | 20,1 |
| Rimbalzi per gara     | James Thomas   | Roanoke Dazzle     | 13,3 |
| Assist per gara       | Smush Parker   | Florida Flame      | 9,1  |
| Palle rubate per gara | Smush Parker   | Florida Flame      | 3,0  |
| Stoppate per gara     | Cedric Suitt   | Asheville Altitude | 2,2  |
| FG%                   | Rodney Bias    | Asheville Altitude | 61,4 |
| FT%                   | Austin Nichols | Huntsville Flight  | 88,0 |
| 3FG%                  | Matt Carroll   | Roanoke Dazzle     | 60,5 |

## Premi NBDL
- Most Valuable Player: Matt Carroll, Roanoke Dazzle
- Rookie of the Year: James Thomas, Roanoke Dazzle
- Defensive Player of the Year: Derrick Zimmerman, Columbus Riverdragons
- All-NBDL First Team
  - Cory Alexander, Roanoke Dazzle
  - Matt Carroll, Roanoke Dazzle
  - Hiram Fuller, Florida Flame
  - Kirk Haston, Florida Flame
  - Isiah Victor, Roanoke Dazzle
- All-NBDL Second Team
  - Damone Brown, Huntsville Flight
  - Omar Cook, Fayetteville Patriots
  - Ron Slay, Asheville Altitude
  - James Thomas, Roanoke Dazzle
  - David Young, Fayetteville Patriots (pari)
  - Derrick Zimmerman, Columbus Riverdragons (pari)